# Мирослав Божин
Мирослав Божин (Стапар, 17. мај 1952) је новинар, публициста, сценариста, редитељ, продуцент и  маркетинг менаџер.

## Биографија
Основну школу „Бранко Радичевић“ похађао је у Стапару, Средњу економску школу у Сомбору, студирао на Економском Факултету у Суботици. Новинарством почео да се бави још у студентским данима, радећи као хонорарни дописник новосадског Дневника и Тањуга из Суботице. Професионални новинар постао је у Радио Суботици где је радио од 1973. до 1978. године. Стални дописник Дневника из Суботице био је од 1. фебруара 1978. године до 1. марта 1981, када долази у Редакцију Дневника у Нови Сад. Прво је био извештач из Привредне коморе Војводине и Привредне коморе Југославије, а затим економски и скупштински  извештач и коментатор. Био је акредитован у Скупштини СФРЈ, Савезном извршном већу, Комисији за економску стабилизацију (Крајгеровој комисији) која је осамдесетих година прошлог века покушавала да извуче Југославију из економске кризе, Скупштини Републике Србије, Скупштини и Извршном већу САП Војводине. Био је извештач, а затим шеф Дневникове екипе на 12, 13 и 14. конгресу СКЈ. Од 1986. до 1990. године налазио се на функцији помоћника главног и одговорног уредника Дневника. У исто време је и даље коментарисао друштвено-економска збивања у земљи. За 20 година хонорарног и сталног радног односа у Дневнику објавио је велики број извештаја из земље и у више наврата био специјални извештач из Мађарске, Румуније, Tуниса, Аустрије, Немачке, Италије и Холандије. Аутор је и близу 1.000 чланака и разговора, о друштвено-економским односима, пре свега о привредној проблематици и макроекономији, са привредницима, савезним функционерима и угледним југословенским економистима.
У току новинарске каријере писао је за Темпо, Сомборске новине, Суботичке новине, новосадски магазин Статус. Гастрономију је писао за Плејбој (издање за Србију и Црну Гору) 2006. и 2007. Био је шеф екипе за избор најбољег ресторана у тадашњој држави, заједно са енологом проф. др Слободаном Јовићем и гастроном Браниславом Мазићем.
У мају 1991. године из Дневника прелази у Лутрију Војводине где за свега 17 дана, као одговорни уредник покреће Пан радио Лутрије Војводине. Био је то први радио у Покрајини ван радио-дифузног система Војводине. Остаће забележен као „радио среће“, са слоганом „За срећан дан – Радио Пан“ и најслушанија радио станица свих времена у Новом Саду. Само неколико месеци по почетку емитовања, Пан радио је слушало 135.000 Новосађана старијих од 10 година. Нови Сад је те, 1991. године имао званично 190.000 становника (стариијих од 10 година).
У јуну 1992. године, на почетку санкција које је међународна заједница увела Југославији, почео је да ради  на Новосадском сајму као руководилац пропаганде, издавачке делатности и односа с јавношћу, да би касније био изабран за извршног директора за маркетинг. Унапредио је сарадњу са излагачима и посетиоцима сајма који је у том периоду имао тридесетак сајамских догађаја у седам до десет термина са преко 5.000 излагача и више стотина хиљада посетилаца годишње. Од 1992. године почеле су, у време сајамских дана, да излазе дневне новине – Сајамске информације намењене институцијама, новинарима и посетиоцима. После Дејтонског споразума прорадио је веб сајт nsfair.com (међу првима у Новом Саду) који је донео нови квалитет у комуникацији са излагачима и средствима јавног информисања. У даљем унапређењу односа с јавношћу, 1998. године, основан је Радио Сајам. Божин је био главни уредник, а ова радио станица је убрзо „освојила“ Нови Сад. Темама које су биле интересантне за слушаоце – актуелне вести, сајамске актуелности у земљи и иностранству, градски живот, пре свега сервисне информације, музика, културна догађања и  спорт, придобијени су слушаоци који су несвесно пратили шта се догађа у тада најзначајнијој сајамској кући у земљи. Радио Сајам је преживео агресију НАТО пакта и бомбардовање наше земље и постао такође најслушанија радио станица у Новом Саду према истраживању тадашњег Стратеџик маркетинга из Београда. Годину дана касније је основана и ТВ продукција Сајам инфо која је у време сајмова правила емисије од сат времена које је емитовала на седам ТВ канала у Новом Саду, Београду и Републици Српској. Божин је креирао и уредио близу стотину једночасовних ТВ емисија о сајамским догађањима.
Осмислио, руководио и уређивао четири сајамска медија: 1. Сајамске информације (1992), 2. Веб сајт (1997) који је био једна од првих презентација неке новосадске компаније на глобалној мрежи, 3, Радио Сајам (1998) који је остао забележен у то време  као једини компанијски радио у Новом Саду,  4. Сајамску ТВ продукцију „Сајам инфо“ (2002). Уредио је (1992 - 2006) преко 150 сајамских каталога, две монографије, три годишњака, више промотивних публикација, све проспекте у том времену  за појединачне приредбе, „Ревију 90“ поводом девет деценија Новосадског сајма (2013). Организовао „миленијумске промоције“ Новосадског сајма (1999 и 2000.), свечаност и перформанс поводом 75 година Новосадског сајма (1998) свечаности отварања Хале „Мастер“ 2003) и „Мастер центра“ (2006), две промоције (Конгресног центра „Мастер“ ), преко 150 свечаних отварања сајмова и више од 300 конференција за новинаре. Био је домаћин највишим државним функционерима који су отварали и долазили на Међународни пољопривредни и друге сајмове, као и на педесетак свечаних ручкова поводом сајмова и других свечаности  које су приређивали генерални директори Новосадског сајма. Био је креатор у стварању брендиранња и повољне позиционираности у јавности АД „Новосадски сајам“, што се одразило на  његов развој. Активно је учествовао у креирању изгледа, садржаја и промоција компаније и појединачних сајмова (1992 - 2006) и иницирао увођење нових сајамских приредби: Сајма аутомобила (Ауто шоу), Сајма медија, Сајма логистике и учествовао реорганизацији и стварању новог имиџа Сајма туризма.
Био је извршни директор за маркетинг до 2006. године и први извршни директор и  директор Конгресног центра Мастер Новосадског сајма до 2011. године. Осмишљавао је и креирао продор на тржиште новог производа компаније у настојањима да се придобије и организује што више међународних и домаћих скупова. Резултат је био организација двадесетак лекарских конгреса, Међународне „Мајкрософтове“ конференције за југоисточну Европу -  Синергија са 1.500 учесника,  Конференција ИСО стандарда са 340 учесника из 35 земаља итд... То је био најзначајнији конгресни центар у Војводини, а у њему је (2008 и 2009.) годишње одржавано близу 800 догађаја.
Mирослав Божин је објавио девет књига. Теме објављених књига су гастрономија, туризам и његове могућности и завичај. Определио се за гастрономске и туристичке водиче, сматрајући да они садрже "употребну вредност" за домаће и стране туристе у одабиру догађаја и доживљаја. Књигама, водичима, али и тв серијалима приказао је две туристичке драгоцености Војводине, засноване на традицији и гостопримству  - чарде и салаше које данас представљају важну туристичку понуду Србије и Војводине. Аутор је и два телевизијска серијала: Чарде на Дунаву и Салаши за Вас.
Идејни је творац и организатор фестивала шунке и пршуте Шунка фест. Фестивал одржаван 2011, 2012 и 2013. године у Крчедину, Новом Саду и Старим Бановцима.
У априлу 2000. године у Стапару (Хол ОШ „Бранко Радичевић“ приредио је  је изложбу Фото Јоца Стапар, поводом 80 година живота и 60 година фотографисања легендарног стапарског „сликара“ Јована Јоце Поповића. Тачно  180 фотографија, уз одговарајуће легенде било је постављено на 24 паноа. То је био фото осврт на последњих стапарских 60 година 20. века и успомена на човека који је бележио све значајније догађаје у селу тог времена. Уводну беседу поводом овог догађаја одржао је највећи стапарски књижевник Мирослав Јосић Вишњић.
Мирослав Божин живи и ствара у Новом Саду.

## Награде
- Награда најбољем новинару Дневника (1986)
- Прво место за ТВ филм Пикец на тромеђи са Петром Латиновићем на Фестивалу ТВ филма Подмосковља Братина у Сергејев Пасаду у Русији – категорија „Мој Завичај“ у продукцији РТВ и Т&Т promotion Нови Сад.[7] На фестивалу учествовало 60 ТВ канала са 240 филмова и других остварења.[8]

## Објављена дела

### Књиге
- Стапар : приче и јунаци - монографија (са Браниславом Ћурчићем); Нови Сад : Terra nova, (2002).
- Чарде на Дунаву : туристички и гастрономски водич кроз 33 чарде од Бездана до ушћа Тисе; Нови Сад : Даниел принт ; Суботица : Снома ; Нови Сад : Туристичка организација Војводине, (2006).
- Чарде на Дунаву : туристички и гастрономски водич кроз 33 чарде од Бездана до ушћа Тисе; допуњено издање; Нови Сад : Даниел принт : Туристичка организација Војводине ; Суботица : Снома, (2008).
- Суботица : гастрономски водич; Палић : ЈП "Палић Лудаш" ; Нови Сад : Студио 53 : T&T promo, (2010).
- Гастрономска Војводина - водич; Нови Сад : Туристичка организација Војводине, (2013) - (Преведено на енглески, немачки, руски, словеначки језик и мађарском језику)
- Gastro Vojvodina;  Novi Sad : Tourism Organization of Vojvodina, (на енглеском језику), (2013).
- Апатин : туристички и гастрономски водич; Апатин : Туристичка организација "Апатин", 2014.
- Салаши за вас : туристички и гастрономски водич; Нови Сад : Прометеј : Промонс, (2018).
- 100 година фудбала у Стапару 1919-2019 (са Душаном Колунџијом); Стапар : Фудбалски клуб "Хајдук", (2019).
- Gastronomie in der Vojvodina; Novi Sad : Touristische Organisation der Vojvodina, (на немачком језику), 2019.
- Gastronomska Vojvodina; Novi Sad : Turistična organizacija Vojvodine, (на словеначком језику), 2019.
- Гастрономска Војводина; Нови Сад : Туристичка организација Војводине, (на руском језику), (2021).
- Vajdaság gasztronómiája; Novi Sad ; = Újvidék : Vajdaság Idegenforgalmi Szervezete,  (на мађарском језику), (2022)
- Салашарски гастрономски водич - водич кроз салашарска јела; Туристичка организација Војводине, Нови Сад, (2014).
- 100 јела Србије, кувар, главна и одговорна уредница Гордана Живковић, Мирослав Божин коаутор; Нови Сад : Дневник, (2021).

### ТВ серијали
- Чарде на Дунаву, 52 ТВ епизоде о дунавским чардама од Бездана до Голупца. Серијал је снимљен у независној продукцији, по идеји Мирослава Божина,  који је написао сценарио и од 17 до 52. епизоде потписивао се као редитељ, заједно са Петром Латиновићем.  Чарде на Дунаву су побудиле велику пажњу гледалишта јер су откриле ове специфичне ресторане и кафане дуж Дунава и допринеле да постану незаобилазне дестинације у туристичкој и гастрономској понуди Војводине. Серијал је емитован на Првом програму Радио-телевизији Војводине и Новосадској телевизији.
- Салаши за Вас, ТВ серијал о туристичким и винским салашима у Војводини. До  сада је емитовано три сезоне, односно 28 ТВ епизода на Првом програму Радио-телевизије Војводине. У независној продукцији снимљене су и епизоде за четврту, а у припреми је и снимање пете сезоне. Серијал је урађен по идеји Мирослава Божина. Он потписује и сценарио и режију овог запаженог и гледаног ТВ серијала.

### Филмови
- Салаши за Вас Мирослав Божин - You Tube Dragan films, Оцт 5, 2020.[9]

### Разговори у емисијама
- Опуштено - You Tube, ТВ Суботица, 8. децембар 2018.[10]
- In media res Мирослав Божин - You Tube,  RTV Yu Eco,  12. март 2019.[11]

### Радио емисије
- Салаши за Вас, 52 радио емисије о салашарском животу, традицији, обичајима, јелима и туристичкој оријентацији (2015, 2016). ЈМУ РТВ, Радио Нови Сад, први програм, петком од 17.30 до 18.00.

### Чланци
- Кад су Сремци кренули...кулене да праве, Дневник 7. јул 2015.
- Првомајски починак Дневник, 12. јул 2015.
- Чаробни укуси и мириси из котлића, Дневник 5. јул 2015.
- Еј салаши – како ћу вам доћи?  Дневник, 23. август 2015.
- Бодрог и планета стапарска ( О књижевнику Мирослав Јосићу Вишњићу), 20. септембар 2015.
- Вино, паприкаши и тамбураши као вековни антистрес (О чардама на Дунаву), Дневник, 23. август 2015.
- Јагњеће бригаде... до краја баладе!, Дневник, 12. јула 2015.
- Замагљен сајамски прозор, Дневник, 10. мај 2015.
- Стапарска „Хиљаду и једна ноћ“ (О чувеном ћилиму из Стапара), Дневник, 26. април 2015,
- (Аван)туризам звани жеља, (О Београду на води) Дневник, 4. октобар 2015.
- Бренд из сећања у празној качици (О сомборском сиру), Дневник, 31. мај 2015)
- Одмор с ногама у лавору, Дневник, 14. јул 2015.
- Тиса, Бич Божји и... друге љубави!, Дневник, 21. јун 2015.
- Неоткривене чари Европског Амазона, Дневник, 19. јул 2015.
- Туристички бисер у муљу (О Палићком језеру), Дневник, 24. мај 2015.
- Од Паланке старе не праве се праве паре!, Дневник, 9. август 2015
- Заборављена царица плодова обора, Дневник, 26. јул 2015.
- Пливање на врху таласа - ауторски текст у књизи 88 аутора Сведочанство о једном времену – о свету маркетинга некада и сада (2018).